# Mercenaries of Metal Tour
Mercenaries of Metal Tour —en español: Gira mercenarios del metal— es la décima sexta gira mundial de conciertos de la banda británica de heavy metal Judas Priest en promoción al disco Ram It Down de 1988. Comenzó el 7 de mayo de 1988 en el Johanneshov Isstadion de Estocolmo en Suecia y culminó el 22 de octubre del mismo año en el Coliseo del Pacífico de Vancouver en Canadá.

## Antecedentes
La gira contó con un enorme escenario que simulaba una fábrica de acero que además incluía cadenas, engranajes y una enorme jaula de donde descendía Rob Halford al comenzar el espectáculo. Sin embargo y para algunos recintos más pequeños poseían un escenario de menor tamaño, pero con las mismas características que el principal. Por su parte contaron con varios artistas como teloneros como Bonfire para sus presentaciones por Europa, con Cinderella por los conciertos en el Reino Unido, Canadá y la primera parte por los Estados Unidos, y con Slayer durante los últimos shows por el país norteamericano.
Por otro lado les permitió tocar en su propio país después de cuatro años de ausencia en los escenarios ingleses, cuya última presentación ocurrió durante la gira Metal Conqueror Tour y además tocaron por primera vez en Italia con dos presentaciones en dos de sus ciudades. De igual manera volvieron a tocar algunas canciones de los setenta como «Sinner», «The Ripper» y «Beyond the Realms of Death», entre otras.

## Lista de canciones
Como ya era costumbre en todas sus giras, incluían y sacaban algunas de las canciones de los listados creando así una serie de setlist. Una de las características principales fue la reincorporación de su repertorio de los setenta, que habían sido eliminadas durante la gira Fuel for Life Tour. A continuación el listado de canciones interpretado el 7 de mayo en Estocolmo.
- Johanneshov Isstadion, Estocolmo

1. «The Hellion»
2. «Electric Eye»
3. «Metal Gods»
4. «Sinner»
5. «Breaking the Law»
6. «Come And Get It»
7. «I'm A Rocker»
8. «The Sentinel»
9. «The Ripper»
10. «Beyond the Realms of Death»
11. «Some Heads Are Gonna Roll»
12. «Ram It Down»
13. «Heavy Metal»
14. «Victim of Changes»
15. «The Green Manalishi (With the Two Pronged Crown)»
16. «Johnny B. Goode»
17. «Living After Midnight»
18. «You've Got Another Thing Comin'»
19. «Hell Bent for Leather»

## Fechas
| Fecha            | País                | Ciudad                | Recinto                              | Teloneros            |
| Europa           | Europa              | Europa                | Europa                               | Europa               |
| ---------------- | ------------------- | --------------------- | ------------------------------------ | -------------------- |
| 7 de mayo        | Suecia              | Estocolmo             | Johanneshov Isstadion                | Bonfire              |
| 8 de mayo        | Suecia              | Gotemburgo            | Frölundaborg                         | Bonfire              |
| 9 de mayo        | Noruega             | Oslo                  | Skedsmohallen                        | Bonfire              |
| 10 de mayo       | Dinamarca           | Copenhague            | K.B. Hallen                          | Bonfire              |
| 12 de mayo       | Alemania Occidental | Berlín                | Deutschlandhalle                     | Bonfire              |
| 14 de mayo       | Países Bajos        | Zwolle                | IJsselhallen                         | Bonfire              |
| 15 de mayo       | Bélgica             | Bruselas              | Vorst Nationaal                      | Bonfire              |
| 16 de mayo       | Francia             | París                 | Le Zénith                            | Bonfire              |
| 18 de mayo       | Francia             | Toulouse              | Palais des Sports                    | Bonfire              |
| 20 de mayo       | España              | Barcelona             | Palacio de los Deportes de Barcelona | Bonfire              |
| 21 de mayo       | España              | San Sebastián         | Velódromo de Anoeta                  | Bonfire              |
| 22 de mayo       | España              | Madrid                | Palacio de Deportes                  | Bonfire              |
| 23 de mayo       | España              | Madrid                | Palacio de Deportes                  | Bonfire              |
| 26 de mayo       | Italia              | Milán                 | Palatrussardi                        | Bonfire              |
| 27 de mayo       | Italia              | Florencia             | Palasport                            | Bonfire              |
| 29 de mayo       | Suiza               | Lausana               | Patinoire de Malley                  | Bonfire              |
| 1 de junio       | Alemania Occidental | Ludwigshafen am Rhein | Friedrich-Ebert-Halle                | Bonfire y Cinderella |
| 2 de junio       | Alemania Occidental | Múnich                | Olympiahalle                         | Bonfire y Cinderella |
| 4 de junio       | Alemania Occidental | Lübeck                | Open Air Festival                    | Bonfire y Cinderella |
| 5 de junio       | Alemania Occidental | Oldemburgo            | Weser-Ems Halle                      | Bonfire y Cinderella |
| 7 de junio       | Alemania Occidental | Offenbach del Meno    | Stadthalle                           | Bonfire y Cinderella |
| 8 de junio       | Alemania Occidental | Ulm                   | Halle 1                              | Bonfire y Cinderella |
| 9 de junio       | Alemania Occidental | Böblingen             | Sporthalle                           | Bonfire y Cinderella |
| 10 de junio      | Alemania Occidental | Colonia               | Sporthalle                           | Bonfire y Cinderella |
| 12 de junio      | Inglaterra          | Birmingham            | Powerhouse                           | Cinderella           |
| 13 de junio      | Inglaterra          | Londres               | Hammersmith Odeon                    | Cinderella           |
| 14 de junio      | Inglaterra          | Londres               | Hammersmith Odeon                    | Cinderella           |
| 16 de junio      | Inglaterra          | Leicester             | De Montfort Hall                     | Cinderella           |
| 17 de junio      | Escocia             | Edimburgo             | Edinburgh Playhouse                  | Cinderella           |
| 18 de junio      | Inglaterra          | Newcastle             | Newcastle City Hall                  | Cinderella           |
| 19 de junio      | Inglaterra          | Manchester            | Manchester Apollo                    | Cinderella           |
| 21 de junio      | Gales               | Newport               | Newport Centre                       | Cinderella           |
| 22 de junio      | Inglaterra          | Sheffield             | Sheffield City Hall                  | Cinderella           |
| Norteamérica     |                     |                       |                                      |                      |
| 20 de julio      | Canadá              | Montreal              | Forum de Montreal                    | Cinderella           |
| 22 de julio      | Canadá              | Toronto               | CNE Grandstand                       | Cinderella           |
| 24 de julio      | Canadá              | Ottawa                | Ottawa Civic Centre                  | Cinderella           |
| 26 de julio      | Estados Unidos      | Worcester             | The Centrum                          | Cinderella           |
| 27 de julio      | Estados Unidos      | Middletown            | Orange County Fairgrounds            | Cinderella           |
| 29 de julio      | Estados Unidos      | East Rutherford       | Brendan Byrne Arena                  | Cinderella           |
| 30 de julio      | Estados Unidos      | Uniondale             | Nassau Veterans Memorial Coliseum    | Cinderella           |
| 31 de julio      | Estados Unidos      | Providence            | Providence Civic Center              | Cinderella           |
| 2 de agosto      | Estados Unidos      | Filadelfia            | The Spectrum                         | Cinderella           |
| 5 de agosto      | Estados Unidos      | Saratoga Springs      | Saratoga Performing Arts Center      | Cinderella           |
| 6 de agosto      | Estados Unidos      | Rochester             | Rochester Community War Memorial     | Cinderella           |
| 7 de agosto      | Estados Unidos      | New Haven             | New Haven Coliseum                   | Cinderella           |
| 8 de agosto      | Estados Unidos      | Binghamton            | Broome County Arena                  | Cinderella           |
| 9 de agosto      | Estados Unidos      | Búfalo                | Buffalo Memorial Auditorium          | Cinderella           |
| 10 de agosto     | Estados Unidos      | Hershey               | Hersheypark Stadium                  | Cinderella           |
| 12 de agosto     | Estados Unidos      | Landover              | Capital Centre                       | Cinderella           |
| 13 de agosto     | Estados Unidos      | Landover              | Capital Centre                       | Cinderella           |
| 14 de agosto     | Estados Unidos      | Hampton               | Hampton Coliseum                     | Cinderella           |
| 15 de agosto     | Estados Unidos      | Columbus              | Ohio Expo Center Coliseum            | Cinderella           |
| 16 de agosto     | Estados Unidos      | Dayton                | Hara Arena                           | Cinderella           |
| 17 de agosto     | Estados Unidos      | Richfield             | Richfield Coliseum                   | Cinderella           |
| 19 de agosto     | Estados Unidos      | Toledo                | Toledo Sports Arena                  | Cinderella           |
| 20 de agosto     | Estados Unidos      | Auburn Hills          | The Palace of Auburn Hills           | Cinderella           |
| 21 de agosto     | Estados Unidos      | Charlevoix            | Castle Farms Music Theatre           | Cinderella           |
| 23 de agosto     | Estados Unidos      | Indianapolis          | Market Square Arena                  | Cinderella           |
| 24 de agosto     | Estados Unidos      | Rosemont              | Rosemont Horizon                     | Cinderella           |
| 27 de agosto     | Estados Unidos      | Bloomington           | Met Center                           | Cinderella           |
| 28 de agosto     | Estados Unidos      | East Troy             | Alpine Valley Music Theatre          | Cinderella           |
| 29 de agosto     | Estados Unidos      | Bonner Springs        | Sandstone Amphitheater               | Cinderella           |
| 30 de agosto     | Estados Unidos      | Saint Louis           | Kiel Auditorium                      | Cinderella           |
| 8 de septiembre  | Estados Unidos      | Greensboro            | Greensboro Coliseum                  | Cinderella           |
| 9 de septiembre  | Estados Unidos      | Charlotte             | Charlotte Coliseum                   | Cinderella           |
| 10 de septiembre | Estados Unidos      | Antioch               | Starwood Amphitheatre                | Cinderella           |
| 13 de septiembre | Estados Unidos      | Memphis               | Mid-South Coliseum                   | Cinderella           |
| 14 de septiembre | Estados Unidos      | Atlanta               | The Omni                             | Cinderella           |
| 16 de septiembre | Estados Unidos      | Jacksonville          | Jacksonville Memorial Coliseum       | Cinderella           |
| 17 de septiembre | Estados Unidos      | Lakeland              | Civic Center                         | Cinderella           |
| 18 de septiembre | Estados Unidos      | Hollywood             | Sportatorium                         | Cinderella           |
| 20 de septiembre | Estados Unidos      | Shreveport            | Hirsch Memorial Coliseum             | Cinderella           |
| 21 de septiembre | Estados Unidos      | New Orleans           | Kiefer UNO Lakefront Arena           | Cinderella           |
| 23 de septiembre | Estados Unidos      | Houston               | The Summit                           | Cinderella           |
| 24 de septiembre | Estados Unidos      | Dallas                | Coca-Cola Starplex                   | Cinderella           |
| 27 de septiembre | Estados Unidos      | Austin                | Frank Erwin Center                   | Cinderella           |
| 28 de septiembre | Estados Unidos      | Lubbock               | Municipal Coliseum                   | Cinderella           |
| 29 de septiembre | Estados Unidos      | El Paso               | El Paso County Coliseum              | Cinderella           |
| 1 de octubre     | Estados Unidos      | Salt Lake City        | Salt Palace                          | Slayer               |
| 2 de octubre     | Estados Unidos      | Denver                | McNichols Sports Arena               | Slayer               |
| 4 de octubre     | Estados Unidos      | Albuquerque           | Tingley Coliseum                     | Slayer               |
| 6 de octubre     | Estados Unidos      | Phoenix               | Arizona Veterans Memorial Coliseum   | Slayer               |
| 7 de octubre     | Estados Unidos      | Daly City             | Cow Palace                           | Slayer               |
| 8 de octubre     | Estados Unidos      | Daly City             | Cow Palace                           | Slayer               |
| 9 de octubre     | Estados Unidos      | Mountain View         | Shoreline Amphitheatre               | Slayer               |
| 11 de octubre    | Estados Unidos      | Fresno                | Selland Arena                        | Slayer               |
| 12 de octubre    | Estados Unidos      | San Diego             | San Diego Sports Arena               | Slayer               |
| 13 de octubre    | Estados Unidos      | Los Angeles           | Los Angeles Memorial Sports Arena    | Slayer               |
| 14 de octubre    | Estados Unidos      | Los Angeles           | Los Angeles Memorial Sports Arena    | Slayer               |
| 15 de octubre    | Estados Unidos      | Irvine                | Irvine Meadows                       | Slayer               |
| 16 de octubre    | Estados Unidos      | Irvine                | Irvine Meadows                       | Slayer               |
| 18 de octubre    | Estados Unidos      | Spokane               | Spokane Coliseum                     | Slayer               |
| 19 de octubre    | Estados Unidos      | Seattle               | Seattle Center Coliseum              | Slayer               |
| 20 de octubre    | Estados Unidos      | Portland              | Veterans Memorial Coliseum           | Slayer               |
| 22 de octubre    | Canadá              | Vancouver             | Coliseo del Pacífico                 | Slayer               |

## Músicos
- Rob Halford: voz
- K.K. Downing: guitarra eléctrica
- Glenn Tipton: guitarra eléctrica
- Ian Hill: bajo
- Dave Holland: batería